# Radanfah Abu Bakr
Radanfah Abu Bakr, né le 12 février 1987 à Port-d'Espagne à Trinité-et-Tobago, est un footballeur international trinidadien, jouant au poste de défenseur..

## Biographie

### Carrière en sélection
Radanfah Abu Bakr est convoqué pour la première fois par le sélectionneur national Francisco Maturana pour un match amical contre Haïti le 30 juillet 2008 (victoire 2-0). Par la suite, le 12 juillet 2009, il inscrit son premier but en sélection contre Saint-Christophe-et-Niévès, lors d'un match amical (victoire 3-2). 
Il dispute deux Gold Cup en 2013 et 2015. Il participe également à une Coupe caribéenne en 2014.
Il compte 37 sélections et deux buts avec l'équipe de Trinité-et-Tobago depuis 2008.

## Palmarès
| Caledonia AIA - Coupe de Trinité-et-Tobago (2) : - Vainqueur : 2008 et 2012. - Finaliste : 2007. - Coupe FCB de Trinité-et-Tobago (1) : - Finaliste : 2007. - Coupe Pro Bowl de Trinité-et-Tobago (1) : - Vainqueur : 2008. - Finaliste : 2009 et 2012. - CFU Club Championship (1) - Vainqueur : 2012 |  | Joe Public - CFU Club Championship : - Vainqueur : 2010. - Coupe Pro Bowl de Trinité-et-Tobago (1) : - Vainqueur : 2011. FK Sūduva Marijampolė - Championnat de Lituanie (1) - Champion : 2017 |

## Statistiques

### Buts en sélection
Le tableau suivant liste les résultats de tous les buts inscrits par Radanfah Abu Bakr avec l'équipe de Trinité-et-Tobago.